# Natació en aigües obertes al Campionat del Món de natació de 2011
La competició de natació en aigües obertes al Campionat del Món de natació de 2011 es realitzà a la badia de Jinshan, propera a la ciutat de Xangai (República Popular de la Xina), entre els dies 19 i 23 de juliol.

## Proves
Es realitzaren tres proves, separades en competició masculina i competició femenina:
- 5 km
- 10 km
- 25 km

Es realitzà una prova per equips de 5 km, en la qual participaren conjuntament homes i dones.

## Calendari
| Day                  | Event            |
| -------------------- | ---------------- |
| 19 de juliol de 2011 | 10 km. femenins  |
| 20 de juliol de 2011 | 10 km. masculins |
| 21 de juliol de 2011 | 5 km equips      |
| 22 de juliol de 2011 | 5 km. femenins   |
| 22 de juliol de 2011 | 5 km. masculins  |
| 23 de juliol de 2011 | 25 km. masculins |
| 23 de juliol de 2011 | 25 km. femenins  |

## Resum de medalles

### Categoria masculina
| Event | Or                        | Or        | Plata                     | Plata     | Bronze                 | Bronze    |
| 5 km  | Thomas Lurz (GER)         | 56:16.2   | Spyridon Gianniotis (GRE) | 56:17.4   | Evgeny Drattsev (RUS)  | 56:18.5   |
| 10 km | Spyridon Gianniotis (GRE) | 1:54:24.7 | Thomas Lurz (GER)         | 1:54:27.2 | Sergey Bolshakov (RUS) | 1:54:31.8 |
| 25 km | Petar Stoychev (BUL)      | 5:10:39.8 | Vladimir Dyatchin (RUS)   | 5:11:15.6 | Csaba Gercsak (HUN)    | 5:11:18.1 |

### Categoria femenina
| Event | Or                      | Or        | Plata                  | Plata     | Bronze                  | Bronze    |
| 5 km  | Swann Oberson (SUI)     | 1:00:39.7 | Aurelie Muller (FRA)   | 1:00:40.1 | Ashley Twichell (USA)   | 1:00:40.2 |
| 10 km | Keri-Anne Payne (GBR)   | 2:01:58.1 | Martina Grimaldi (ITA) | 2:01:59.9 | Marianna Lymperta (GRE) | 2:02:01.8 |
| 25 km | Ana Marcela Cunha (BRA) | 5:29:22.9 | Angela Maurer (GER)    | 5:29:25.0 | Alice Franco (ITA)      | 5:29:30.8 |

### Categoria mixta
| Event        | Or                                                       | Or      | Plata                                               | Plata   | Bronze                                                | Bronze  |
| Equips 5 km. | Estats UnitsAndrew Gemmell · Sean Ryan · Ashley Twichell | 57:00.6 | AustràliaMelissa Gorman · Rhys Mainstone · Ky Hurst | 57:01.8 | AlemanyaJan Wolfgarten · Thomas Lurz · Isabelle Härle | 57:44.2 |

## Medaller
| Pos.  | País         | Or | Plata | Bronze | Total |
| 1     | Alemanya     | 1  | 2     | 1      | 4     |
| 2     | Grècia       | 1  | 1     | 1      | 3     |
| 3     | Estats Units | 1  | 0     | 1      | 2     |
| 4     | Brasil       | 1  | 0     | 0      | 1     |
| 4     | Bulgària     | 1  | 0     | 0      | 1     |
| 4     | Regne Unit   | 1  | 0     | 0      | 1     |
| 4     | Suïssa       | 1  | 0     | 0      | 1     |
| 8     | Rússia       | 0  | 1     | 2      | 3     |
| 9     | Itàlia       | 0  | 1     | 1      | 2     |
| 10    | Austràlia    | 0  | 1     | 0      | 1     |
| 10    | França       | 0  | 1     | 0      | 1     |
| 12    | Hongria      | 0  | 0     | 1      | 1     |
| Total | Total        | 7  | 7     | 7      | 21    |